# Miquel del Sants Capó Oliver
Miquel del Sants Capó Oliver   (Felanitx, 1904 - Mèxic, 1978) fou un religiós i músic compositor. Estudià música a Lluc amb els Blavets i ingressà a Son Espanyolet al seminari. L'any 1932 es va ordenar prevere (clergue). Miquel Negre Nadal fou el seu mestre d'harmonia i contrapunt. Més tard estudià amb Miquel Capllonch Rotger i Antoni Torrandell Jaume a Pollença. A Felanitx va fundar i va dirigir la Capella Teatina. L'any 1966 se'n va anar a Mèxic. Va guanyar la medalla de la Ciutat l'any 1977, donada per l'Ajuntament de Felanitx. També va compondre obres religioses amb un fons folklòric.